# Premier de Wuhan 2019
El Wuhan Tennis Open 2019 fue un torneo de tenis jugado en canchas duras al aire libre. Fue la sexta edición del Wuhan Tennis Open, y formó parte de la Serie Premier 5 del WTA Tour 2019. Se llevó a cabo en Wuhan (China) del 22 al 28 de septiembre de 2019.

## Puntos y premios

### Distribución de puntos
| Evento     | G   | F   | SF  | CF  | Ronda de 16 | Ronda de 32 | Ronda de 64 | Q  | Q2 | Q1 |
| Individual | 900 | 585 | 350 | 190 | 105         | 60          | 1           | 30 | 20 | 1  |
| Dobles     | 900 | 585 | 350 | 190 | 105         | 1           | —           | —  | —  | —  |

### Premios monetarios
| Evento     | G           | F        | SF       | CF      | Ronda de 69 | Ronda de 69 | Ronda de 69 | Q2     | Q1     |
| Individual | $471 700,69 | $235 520 | $117 770 | $54 230 | $26 900     | $13 790     | $7 090      | $3 955 | $2 040 |
| Dobles     | $135 000    | $68 200  | $33 635  | $16 990 | $8 600      | $4 255      | —           | —      | —      |

## Cabezas de serie

### Individuales femenino
| N.º | Clasif | Jugadora             | Puntos antes | Puntos a defender | Puntos ganados | Puntos después | Actuación en el torneo |
| --- | ------ | -------------------- | ------------ | ----------------- | -------------- | -------------- | ---------------------- |
| 1   | 1      | Ashleigh Barty       | 6501         |                   |                | 6446           |                        |
| 2   | 2      | Karolína Plíšková    | 6415         |                   |                | 6125           |                        |
| 3   | 3      | Elina Svitolina      | 5131         |                   |                | 5320           |                        |
| 4   | 6      | Simona Halep         | 4803         |                   |                | 4907           |                        |
| 5   | 7      | Petra Kvitová        | 4326         |                   |                | 4571           |                        |
| 6   | 8      | Kiki Bertens         | 4325         |                   |                | 4225           |                        |
| 7   | 10     | Belinda Bencic       | 3738         |                   |                | 3738           |                        |
| 8   | 12     | Qiang Wang           | 2893         |                   |                | 2423           |                        |
| 9   | 13     | Aryna Sabalenka      | 2785         |                   |                | 2785           |                        |
| 10  | 14     | Sloane Stephens      | 2769         |                   |                | 2873           |                        |
| 11  | 15     | Angelique Kerber     | 2750         |                   |                | 2830           |                        |
| 12  | 16     | Madison Keys         | 2727         |                   |                | 2767           |                        |
| 13  | 17     | Caroline Wozniacki   | 2597         |                   |                | 2493           |                        |
| 14  | 18     | Anastasija Sevastova | 2515         |                   |                | 2517           |                        |
| 15  | 20     | Sofia Kenin          | 2450         |                   |                | 2600           |                        |
| 16  | 21     | Donna Vekić          | 2420         |                   |                | 2295           |                        |

- Ranking del 16 de septiembre de 2019.[2]

### Dobles femenino
| Tenista                            | Ranking | Preclasificada |
| Su-Wei Hsieh Barbora Strýcová      | 6       | 1              |
| Elise Mertens Aryna Sabalenka      | 8       | 2              |
| Gabriela Dabrowski Yifan Xu        | 16      | 3              |
| Anna-Lena Grönefeld Demi Schuurs   | 24      | 4              |
| Samantha Stosur Shuai Zhang        | 28      | 5              |
| Hao-Ching Chan Yung-Jan Chan       | 32      | 6              |
| Nicole Melichar Květa Peschke      | 36      | 7              |
| Yingying Duan Veronika Kudermétova | 54      | 8              |

## Campeonas

### Individual femenino
Aryna Sabalenka venció a  Alison Riske por 6-3, 3-6, 6-1

### Dobles femenino
Yingying Duan /  Veronika Kudermétova vencieron a  Elise Mertens /  Aryna Sabalenka por 7-6(7-3), 6-2